# جودي تايلور (كاتبة)
جودي تايلور (بالإنجليزية: Jodi Taylor)‏ هي كاتِبة بريطانية، ولدت في 2000 في برستل في المملكة المتحدة.